# Rueglio
Rueglio (Ruvéj in piemontese) è un comune italiano di 790 abitanti della città metropolitana di Torino, in Piemonte.

## Geografia fisica
Si trova in Val Chiusella. Il centro abitato si trova a circa 1 chilometro sulla riva orografica destra del torrente Chiusella.

## Società

### Evoluzione demografica
Abitanti censiti

## Amministrazione
Di seguito è presentata una tabella relativa alle amministrazioni che si sono succedute in questo comune.
| Periodo           | Periodo        | Primo cittadino            | Partito                                           | Carica  | Note  |
| ----------------- | -------------- | -------------------------- | ------------------------------------------------- | ------- | ----- |
| 16 ottobre 1984   | 19 maggio 1990 | Nunzio Giovanni Gianonatti | -                                                 | Sindaco | [ 5 ] |
| 19 maggio 1990    | 3 agosto 1992  | Nunzio Giovanni Gianonatti | lista civica                                      | Sindaco | [ 5 ] |
| 23 settembre 1992 | 24 aprile 1995 | Pietro Giovanni Ragionieri | Democrazia Cristiana                              | Sindaco | [ 5 ] |
| 24 aprile 1995    | 14 giugno 1999 | Pietro Giovanni Ragionieri | -                                                 | Sindaco | [ 5 ] |
| 14 giugno 1999    | 14 giugno 2004 | Diego Pierfederico Perotto | lista civica                                      | Sindaco | [ 5 ] |
| 14 giugno 2004    | 8 giugno 2009  | Diego Pierfederico Perotto | lista civica                                      | Sindaco | [ 5 ] |
| 8 giugno 2009     | 25 maggio 2014 | Sergio Cordero             | lista civica                                      | Sindaco | [ 5 ] |
| 25 maggio 2014    | in carica      | Gabriella Laffaille        | lista civica: un comune al servizio dei cittadini | Sindaco | [ 5 ] |

### Altre informazioni amministrative
Il comune faceva parte della Comunità montana Val Chiusella, Valle Sacra e Dora Baltea Canavesana.